# سي إم ايه - سي جي أم

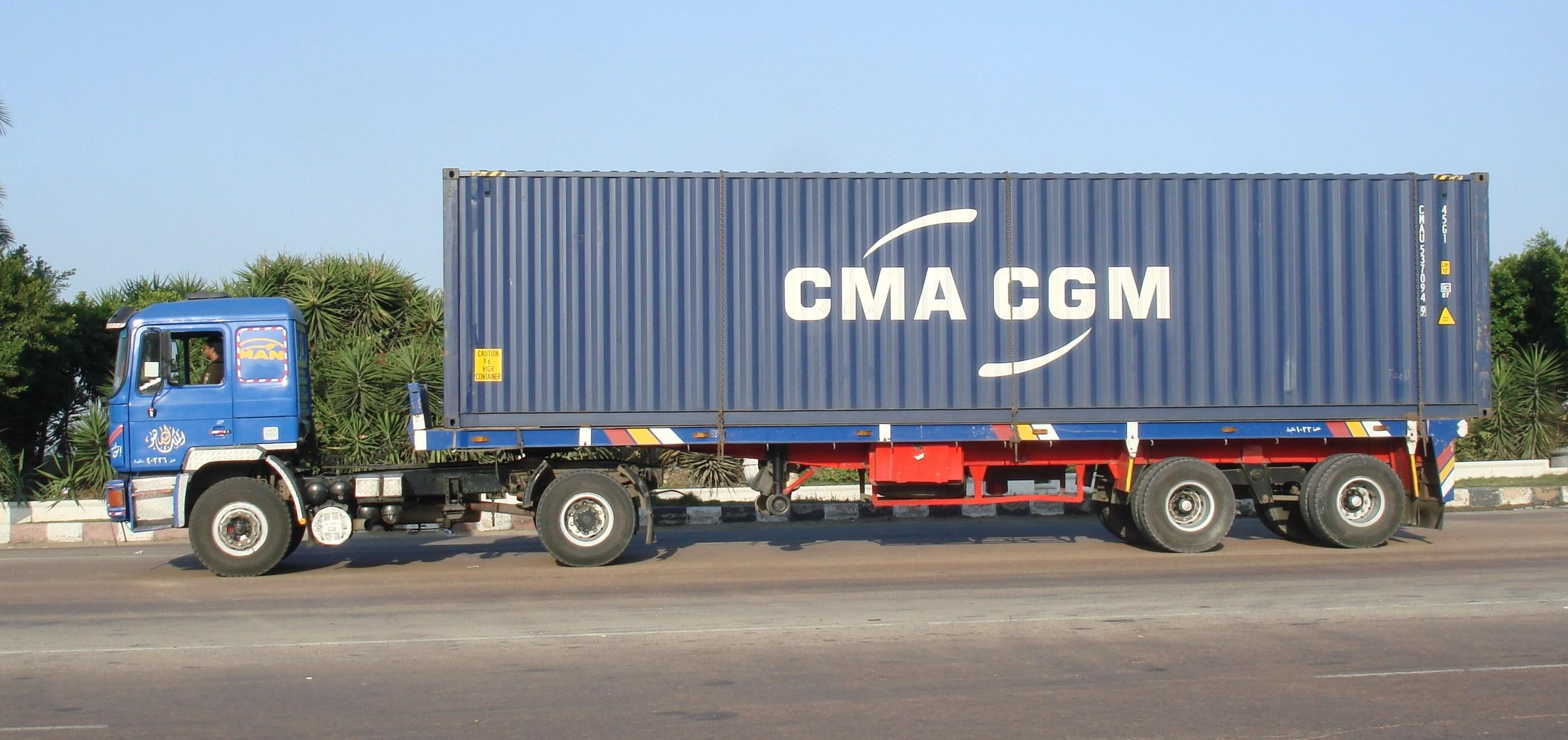
حاوية CMA CGM

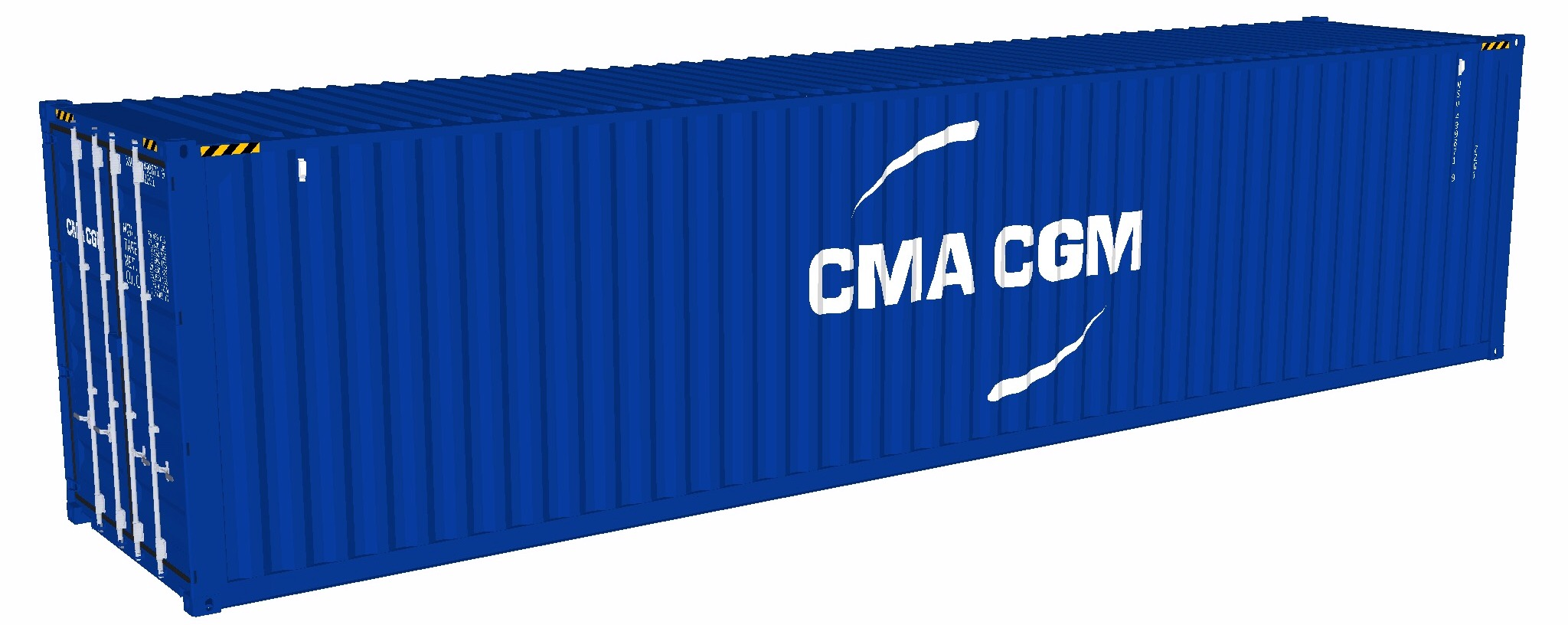
حاوية شحن CGA CGM

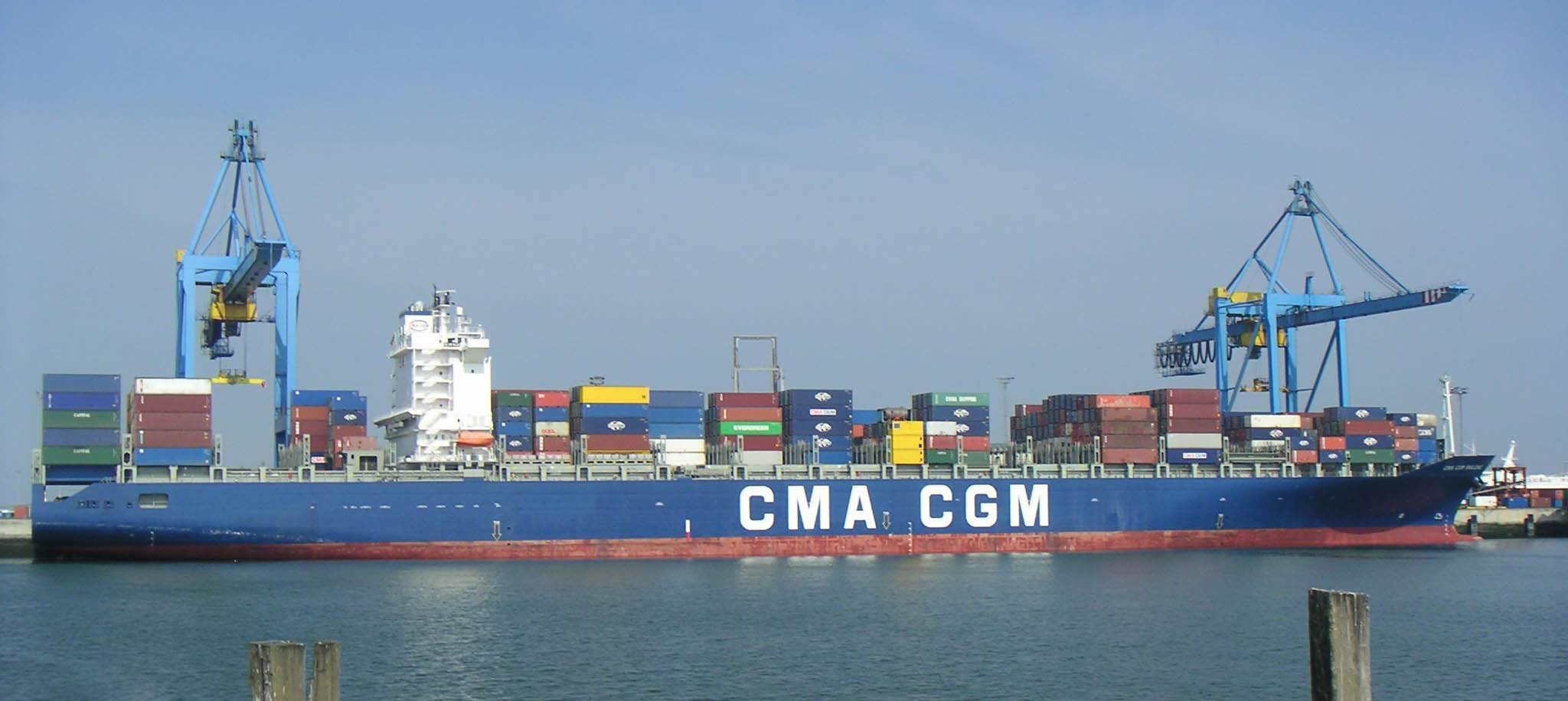
سفينة حاويات CMA CGM Balzac في ميناء زيبروج، بلجيكا

سي إم ايه - سي جي أم هي شركة فرنسية لنقل الحاويات والشحن.  هي مجموعة شحن رائدة على مستوى العالم،  تستخدم 200 طريق شحن بين 420 منفذًا في 150 دولة مختلفة،  لتحتل المرتبة الرابعة خلف خط ميرسك وشركة النقل البحري من البحر الأبيض المتوسط (إم أس سي) و كوسكو .  يقع مقرها الرئيسي في مرسيليا ،  ومقرها في أمريكا الشمالية في نورفولك ، فرجينيا ، الولايات المتحدة.

## روابط خارجية
- CMA-CGM